# São Romão de Neiva
São Romão de Neiva é uma freguesia portuguesa do município de Viana do Castelo, com 7,02 km² de área e 1048 habitantes (censo de 2021). A sua densidade populacional é 149,3 hab./km².
Até 6 de abril de 2011, a designação da freguesia era apenas de Neiva.

## Demografia
A população registada nos censos foi:
| Distribuição da População por Grupos Etários | Distribuição da População por Grupos Etários | Distribuição da População por Grupos Etários | Distribuição da População por Grupos Etários | Distribuição da População por Grupos Etários |
| -------------------------------------------- | -------------------------------------------- | -------------------------------------------- | -------------------------------------------- | -------------------------------------------- |
| Ano                                          | 0-14 Anos                                    | 15-24 Anos                                   | 25-64 Anos                                   | > 65 Anos                                    |
| 2001                                         | 204                                          | 205                                          | 659                                          | 199                                          |
| 2011                                         | 183                                          | 137                                          | 681                                          | 224                                          |
| 2021                                         | 111                                          | 118                                          | 572                                          | 247                                          |

## História
Há referências à igreja de São Romão em documentos dos séculos XI e XII. Neles é referida como sendo uma abadia.
Figura nas Inquirições de D. Afonso III, de 1258, como couto e, nas de D. Dinis, feitas em 1290, é referida como freguesia.
Em 1528, figura no Livro dos Benefícios e Comendas inserida na Terra de Aguiar de Neiva, sendo mosteiro beneditino.
Américo Costa descreve esta freguesia como curato da apresentação do Convento de São Romão da Ordem de São Bento, no termo de Barcelos.
Em termos administrativos pertenceu, em 1839 à comarca e concelho de Barcelos e, em 1853 à de Viana do Castelo.
Pertence à Diocese de Viana do Castelo desde 3 de novembro de 1977.

## Património
- Mosteiro de São Romão de Neiva (igreja, cruzeiro e restos do convento)
- Mamoa da Gandra
- Dólmen da Pedreira
- Mamoa da Pedreira
- Menir de Forjães
- Menir do Castelo
- Ponte Medieval sobre o Rio Neiva
- Sepultura Medieval escavada na Rocha
- Capela Nª Sª do Castro (Capela e área envolvente)
- Capela de Sant'Ana
- Capela Nª Sª do Carmo
- Azenhas do Rio Neiva
- Alminhas
- Quinta de São Romão